# Маханьков Анатолій Іванович
Анатолій Іванович Маханько́в (нар. 1945, Жданов — пом. 9 липня 1995, Маріуполь) — український живописець.

## Біографія
Народився у 1945 році в місті Жданові (нині Маріуполь, Донецька область, Україна). 1962 року в рідному місті закінчив ізостудію Будинку культури імені Карла Маркса, де навчався під керівництвом Миколи Ктиторова; у 1967 році — Саратовське художнє училище.
Упродовж 1967—1969 років працював у Саратовському художньому фонді. З 1970-х років — у Жданові. Помер у Маріуполі 9 липня 1995 року.

## Творчість
Автор натюрмортів, портретів у реалістичному стилі. Серед робіт:
- «Дружина» (1969, полотно, олія);
- «Натюрморт із рибою» (1970-ті, полотно, олія);
- «Обідня перерва» (1974, полотно, олія).

Брав участь у міських, обласних мистецьких виставках з 1969 року.